# Paul Bratring
Paul Bratring (* 7. Dezember 1840 in Charlottenburg; † 1. Dezember 1913 ebenda; vollständiger Name: Paul Friedrich Bratring) war ein deutscher Architekt und Baubeamter. Er schuf für die damals noch selbstständige Gemeinde Charlottenburg zahlreiche kommunale Bauten aber auch Teile von Industrieanlagen.

## Leben
Paul Bratring studierte an der Technischen Hochschule Charlottenburg und legte 1874 sein 2. Staatsexamen ab. Anschließend war er fünf Jahre als Bauleiter bei der Königlichen Ostbahn tätig. Von 1881 bis 1905 war er Magistratsmitglied und damit Stadtbaurat in Charlottenburg. In dieser Zeit erhielt er zahlreiche Aufträge für Entwurf und Bau von Schulen, Feuerwehrhäusern, Krankenhäusern und einer Badeanstalt. Elf Bauten, die heute noch erhalten sind, stehen unter Denkmalschutz (Stand Oktober 2009).
Außer der Umsetzung eigener Baupläne betätigte sich Bratring auch als Preisrichter bei Architektenwettbewerben, beispielsweise bei einem Wettbewerb zur Erlangung von Skizzen für ein auf dem Luisenplatz zu errichtendes Kaiser Friedrich-Denkmal. Dem Preisgericht gehörten andere renommierte Architekten an wie Karl Hinckeldeyn (1847–1927), Hermann Ende (1830–1907) und Ernst Gustav Herter in Berlin, Hellmuth Maison (1872–1950) in München sowie der Stadtverordnete Regierungsbaumeister a. D. Reimarus in Charlottenburg.
Im Dezember 1905 erhielt er den Ehrentitel Geheimer Baurat und wurde 1907 Stadtältester in Charlottenburg. Von 1890 bis 1900 wohnte Paul Bratring im Haus Leibnizstraße 74a, danach zog er in das Haus Ahornallee 10.

## Bauten
Folgende Bauten im heutigen Bezirk Charlottenburg-Wilmersdorf entstanden nach Entwürfen von Paul Bratring (chronologisch):

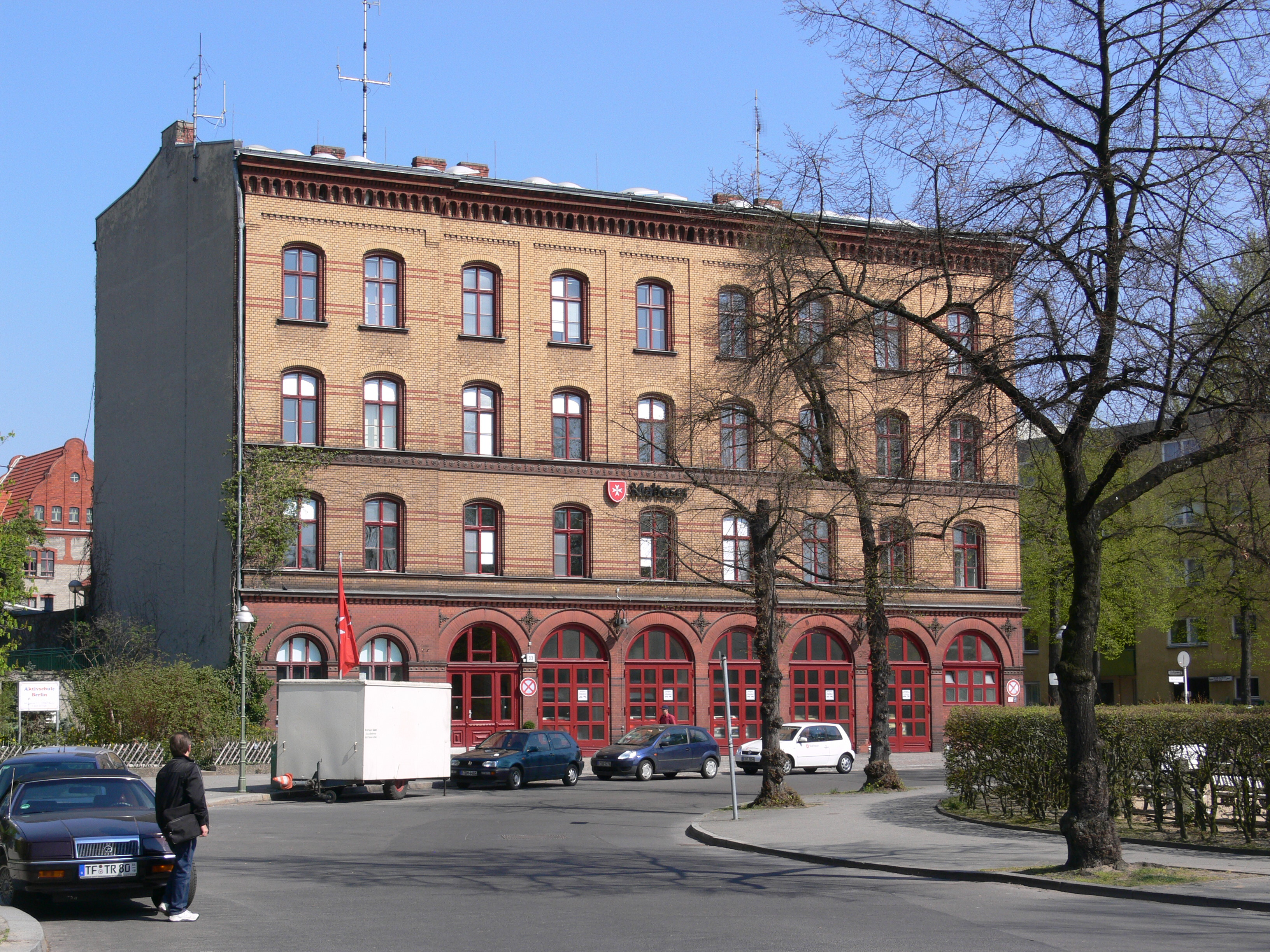
Ehemalige Feuerwache Alt-Lietzow

- 1888–1889: Feuerwache Alt-Lietzow' Alt-Lietzow 33; Für die Feuerwehr von Charlottenburg plante und baute Paul Bratring auf einem rund 3000 m² großen Gelände ein viergeschossiges Dienstgebäude, einen großen Pferdestall, eine Kutscherstube, ein Hauswartsgebäude, einen Wagenschuppen für die Straßenreinigung und eine Werkstatt. Im Erdgeschoss des Hauptgebäudes befand sich die Halle für die Feuerwehrfahrzeuge mit zehn getrennten Unterständen. Nach zahlreichen Um- und Anbauten durch den Architekten Rudolf Walter in den folgenden Jahrzehnten erfolgte in den 1980er Jahren eine Gebäudesanierung. Anschließend übernahm der Malteser Hilfsdienst den Komplex.[4]

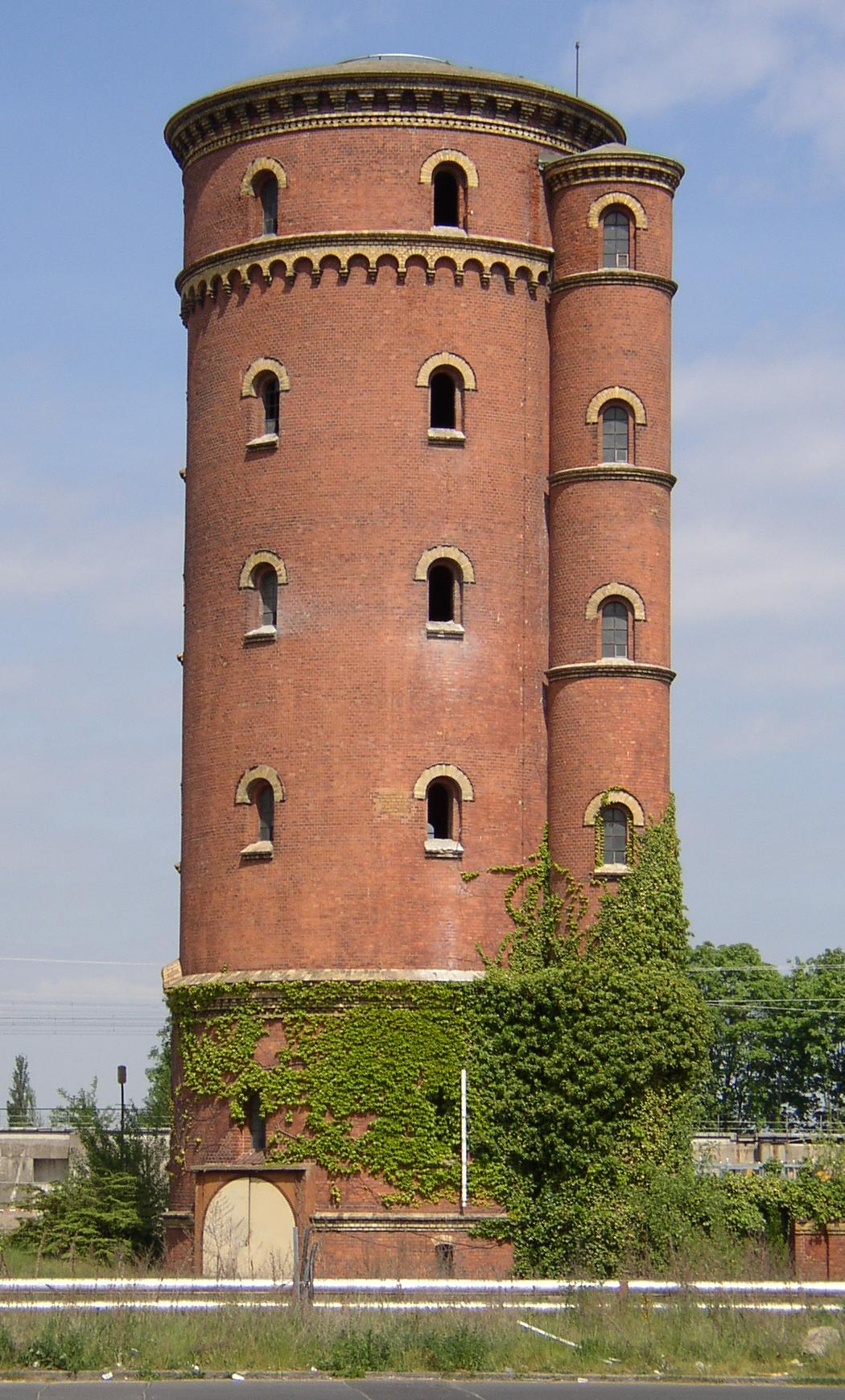
Ehemaliger Reservoirturm des Gaswerks Charlottenburg

- 1888–1889: 7. und 8. Gemeindeschule an der Joachimsthaler Straße[5]
- 1889–1891: Gaswerk Charlottenburg, Gaußstraße 1–11 / Lise-Meitner-Straße 12–22 am Charlottenburger Verbindungskanal; Hier stammten folgende Bauten von Paul Bratring: Retortenhaus, Kondensationsgebäude I, Reinigergebäude, Gasbehälter I, Kesselhaus, Reservoirturm, Magazingebäude.[6] Bis auf den unter Denkmalschutz stehenden Reservoir-Wasserturm wurden die Bauten entweder im Krieg zerstört oder durch Neubauten ersetzt.[7]
- 1890–1892: Verwaltungsgebäude und Leichenhalle für das 1867 errichtete Städtische Krankenhaus von Charlottenburg, Gierkezeile 5–11[8]; Nach Sanierungsarbeiten wird das Verwaltungsgebäude seit 2001 vom Gesundheitsamt des Bezirks als Haus des Säuglings zur Eltern-Kind-Beratung genutzt.[9]
- 1892–1893: Desinfektionsanstalt, Mollwitzstraße 2[10]
- 1893–1894: Verwaltungsgebäude auf dem Luisenfriedhof III, Fürstenbrunner Weg in Berlin-Westend, mit Büroräumen für die Verwaltung aller drei Kirchhöfe der Luisengemeinde sowie einer Wohnung[11]
- 1894–1895: 13. und 14. Gemeindeschule, Pestalozzistraße 40; Das rote Backsteingebäude wurde mehrere Jahrzehnte als Schulgebäude genutzt, in den 1970er Jahren war eine Filiale des Fröbelhauses hier untergebracht. Danach fand das Bezirksamt Charlottenburg mit der Volkshochschule (VHS) einen neuen Nutzer für den Standort, für die das fast 100-jährige Haus jedoch abgerissen und durch einen geeigneten Neubau ersetzt werden sollte. Finanzmangel und Denkmalschutz verhinderten den Abriss, und die Volkshochschule Charlottenburg (heute als Volkshochschule City West zusammengelegt mit der VHS Wilmersdorf) zog ein. Bis 1996 erfolgte eine schrittweise Grundsanierung der Räumlichkeiten und deren Anpassung an moderne Schulanforderungen. Die Restaurierung der Aula und des Kopfbaus des Standesamts waren dabei besonders aufwändig.[12]
- 1896–1897: Feuerwache Ranke, Rankestraße 10–12; fünfgeschossiger Backsteinbau im neugotischen Stil[13][14]

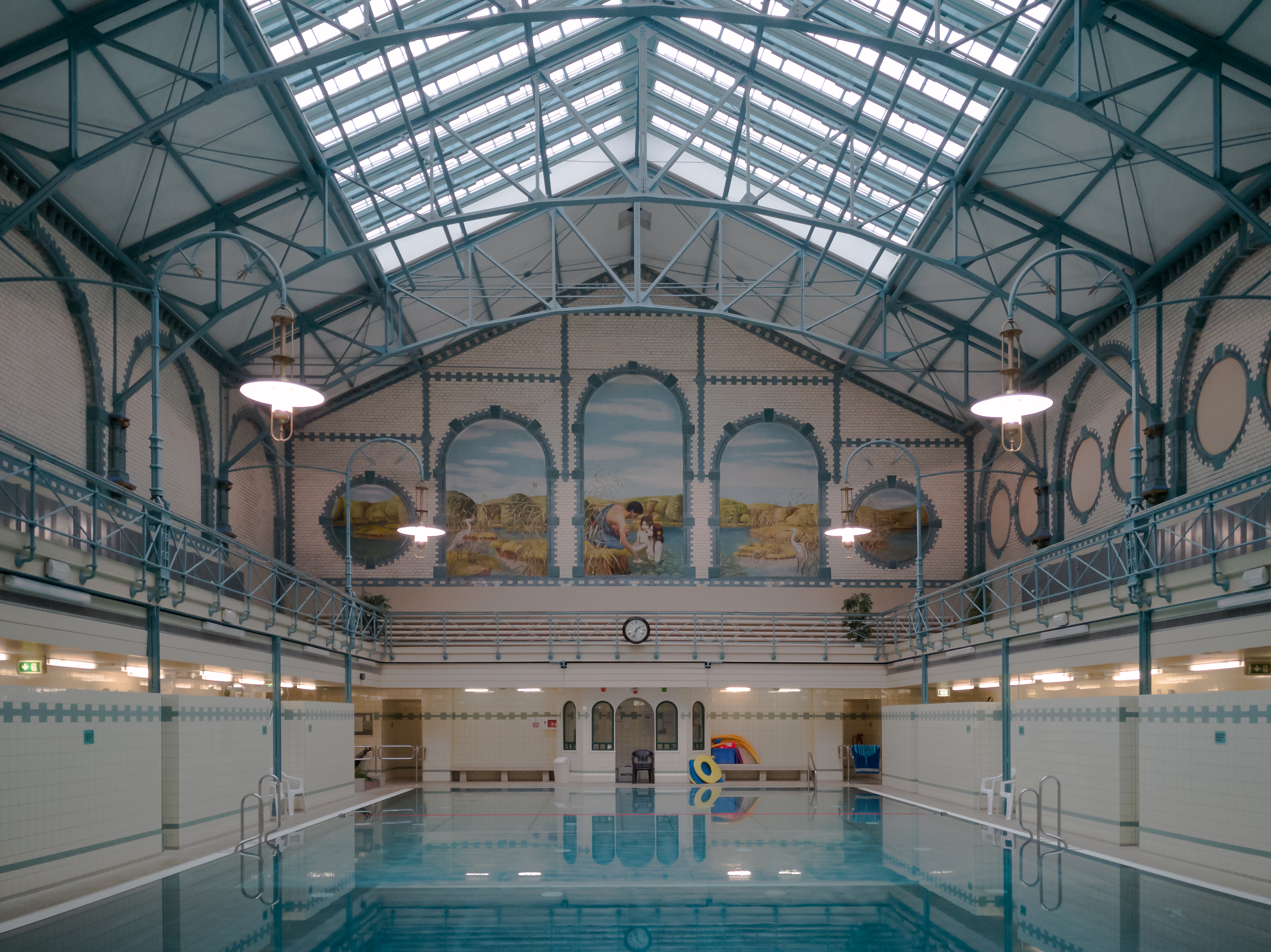
Innenansicht des Stadtbads Charlottenburg

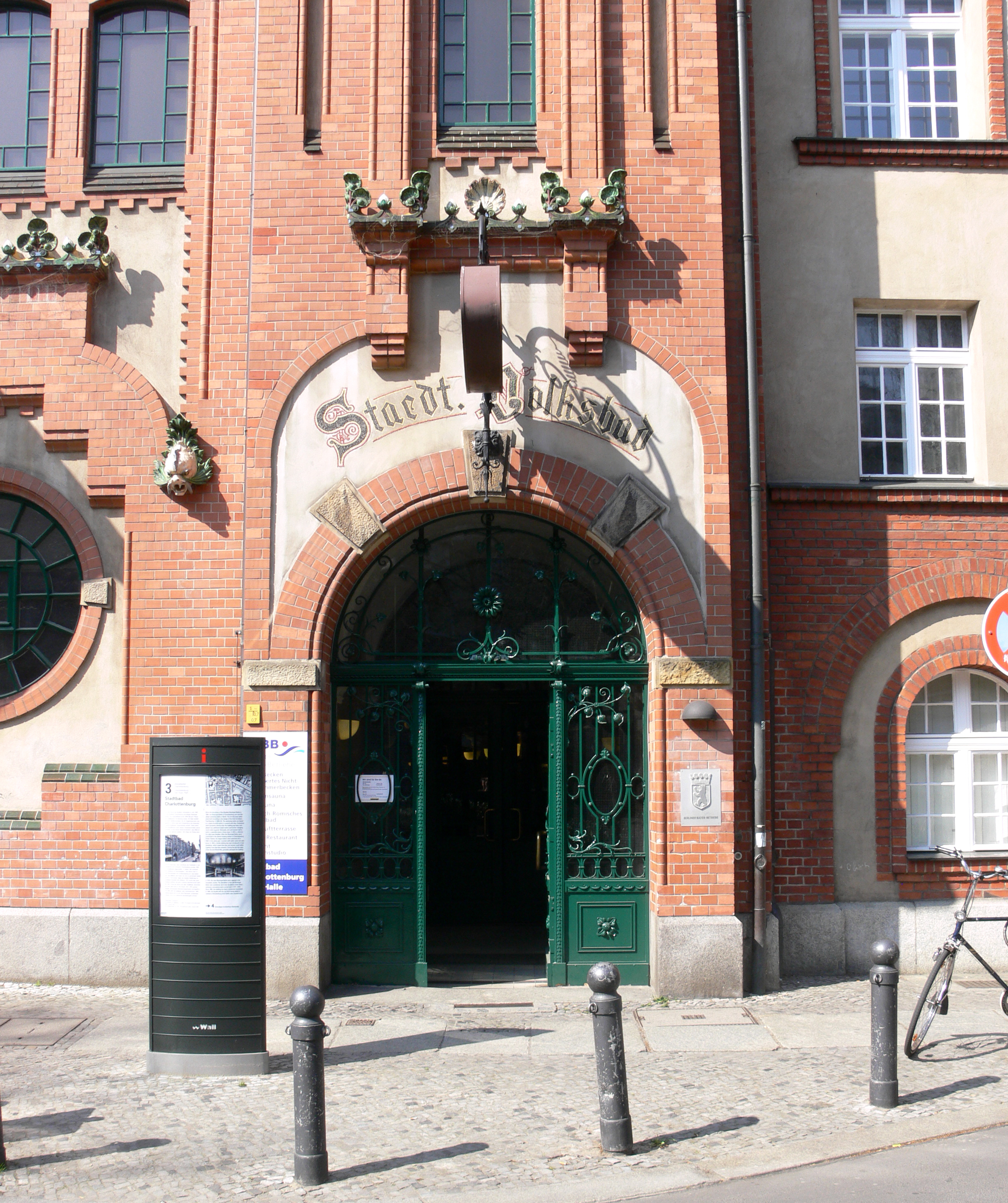
Eingangsbereich des Stadtbads

- 1898: Stadtbad Charlottenburg (heute sogenannte Alte Halle), Krumme Straße 9/10; Das älteste Berliner Volksbad ist ein dreigeschossiger Bau im Jugendstil. Die reich geschmückte Fassade ist mit Ziegelsteinen und Putzflächen gestaltet. Seit 1982 steht das Bad unter Denkmalschutz. Das Gebäude wurde in den Jahren 2006 bis 2009 umfassend saniert und beherbergt noch heute eine Reinigungsanstalt mit Wannen- und Brausebädern.[15][16][17]
- 1899–1900: 19. und 20. Gemeindeschule, Bleibtreustraße 43; Später wurde aus dem Gebäudekomplex das Kaiser-Friedrich-Gymnasium. Das viergeschossige Haus in Formen des Akademischen Historismus mit vorgebauter zweigeschossiger Turnhalle erfuhr seitdem verschiedene Nutzungen: Ende des Ersten Weltkriegs war es Lazarett, in den 1930er Jahren die Schlüter-Oberschule für Jungen, 1939 Krankenhaus für die Unterbringung und Pflege von Kinderlähmungskranken, von 1945 bis 1969 Ostpreußen-Hauptschule. Nach Modernisierungsarbeiten befindet sich die Joan-Miró-Grundschule in den denkmalgeschützten Gebäuden.[18][19]

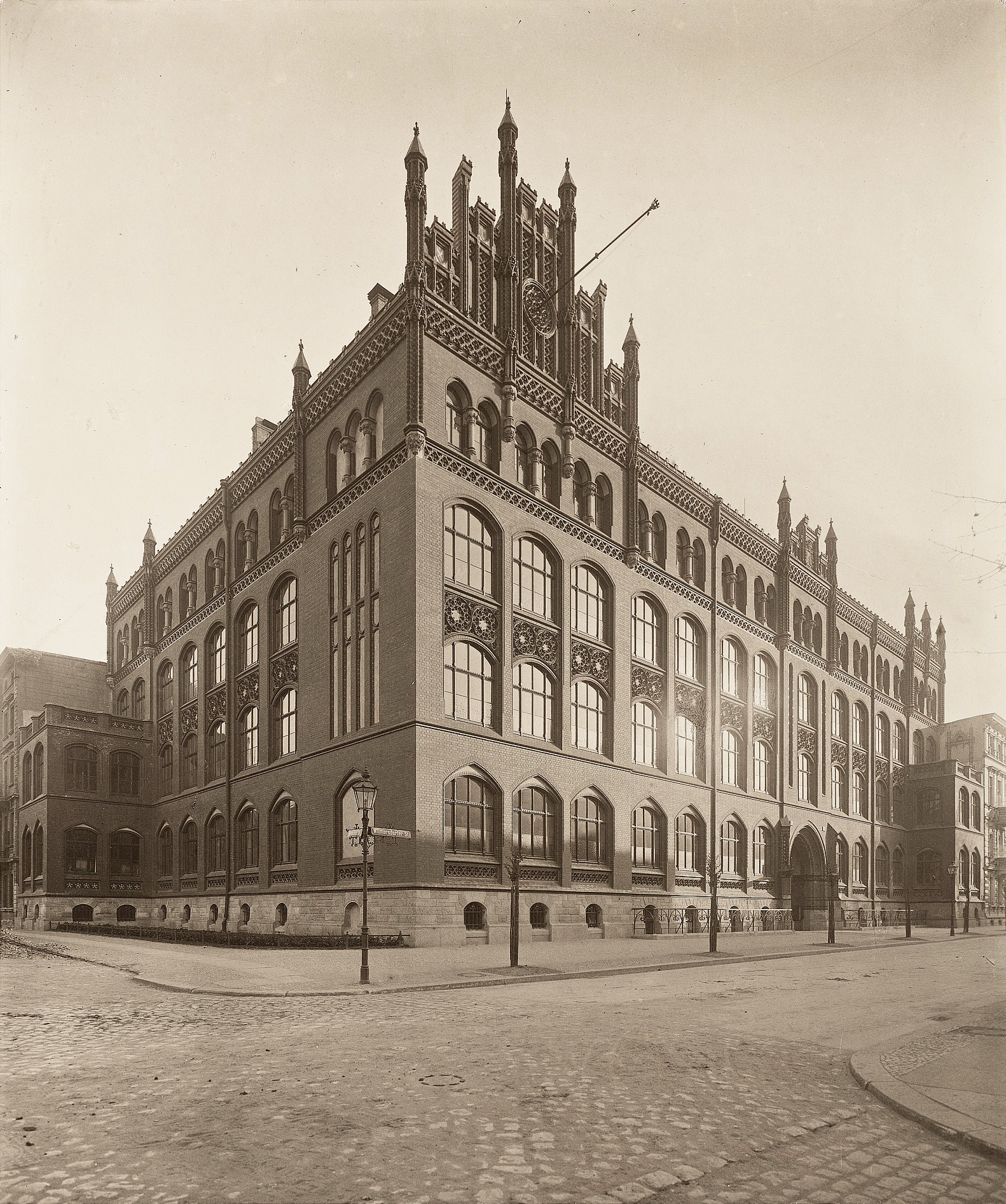
Kunstgewerbe- und Handwerkerschule kurz nach der Fertigstellung

- 1899–1901: 17. und 18. Gemeindedoppelschule für Jungen und Mädchen, Nehringstraße 9/10; Das viergeschossige symmetrische Ensemble ist ebenfalls im Stil des akademischen Historismus angelegt. Es ist mit roten Ziegeln verblendet und mit schwarzen Formsteinen geschmückt. In der nationalsozialistischen Zeit wurde eine Abteilung des Krankenhauses Westend in das Schulgebäude verlegt. In den 1940er Jahren stark beschädigt, konnten bis 1952 die Schäden beseitigt und der Schulbetrieb wieder aufgenommen werden. 1954 erhielt die eine Hälfte der bis dahin namenlosen Schule den Namen Nehring-Schule nach dem Charlottenburger Schlossbaumeister Johann Arnold Nering, die andere Hälfte heißt seitdem Peter-Jordan-Schule nach dem Buchdrucker und Schriftsteller Peter Jordan. Zwischen 1984 und 1989 wurden die Gebäudeteile – die Turnhalle im Erdgeschoss (nun als Mensa genutzt), die Treppenhäuser und Klassenräume – vollständig saniert. Die Architekten Dietmar Kloster und Dirk Kruse erweiterten das Ensemble um einen modernen Neubau.[20]
- 1899–1901: Städtisches Bürgerhaus, auch Bürgerhospital genannt, Sophie-Charlotte-Straße[21][22]
- 1900–1902: Kunstgewerbe- und Handwerkerschule Charlottenburg und Städtische Volksbibliothek und Lesehalle Charlottenburg, Eosanderstraße 1 / Brauhofstraße (1943 vollständig zerstört)
- 1903–1904: 21. und 22. Gemeinde-Doppelschule für Jungen und Mädchen, Witzlebenstraße 34/35, zusammen mit Rudolf Walter; heute befindet sich in dem Gebäude die Lietzensee-Grundschule[23]